# 湯川駅
湯川駅（ゆかわえき）は、和歌山県東牟婁郡那智勝浦町大字二河（にこう）にある、西日本旅客鉄道（JR西日本）紀勢本線（きのくに線）の駅である。

## 歴史
- 1935年（昭和10年）7月18日：国鉄紀勢中線 紀伊勝浦駅 - 下里駅間の延伸に伴って開業[1][2]。
- 1940年（昭和15年）8月8日：江住駅 - 串本駅間および新宮駅 - 紀伊木本駅（現在の熊野市駅）間の開通に伴う路線改称により、紀勢西線の駅となる[1]。
- 1959年（昭和34年）7月15日：三木里駅 - 新鹿駅間の開通に伴う路線改称により、紀勢本線の駅となる[1]。
- 1961年（昭和36年）10月1日：貨物の取り扱いを廃止[2]。
- 1968年（昭和43年）4月22日：駅舎改築竣工[3]。
- 1978年（昭和53年）4月1日：荷物扱い廃止[2]。
- 1985年（昭和60年）3月14日：無人化[4]。
- 1987年（昭和62年）4月1日：国鉄分割民営化に伴い、西日本旅客鉄道（JR西日本）の駅となる[1][2]。
- 2021年（令和3年）3月13日：ICカード「ICOCA」の利用が可能となる[5]。

## 駅構造

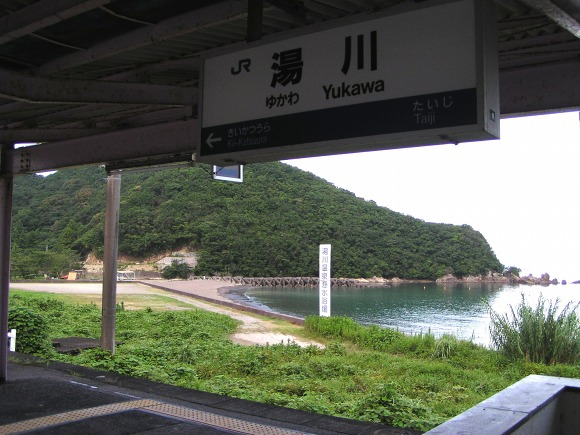
ホームからは砂浜が見える（2005年8月）

島式ホーム1面2線を有する、行違い可能な地上駅。ホームは広く上屋の造りもしっかりしている。駅の裏手、東側には湯川海水浴場の砂浜が広がっており、ホームから良く望むことができる。コンクリート造り平屋の駅舎がホームの西側、国道42号に面して置かれており、駅舎とホームの間を地下道が結んでいる。
新宮駅管理の無人駅であり、駅舎内に残る出札口はシャッターが下りたままの状態となっている。トイレは、男女共用の水洗式である。2021年3月13日よりICOCAが利用可能となっている。自動券売機はない。

### のりば
| のりば | 路線       | 行先                       |
| ------ | ---------- | -------------------------- |
| 1      | きのくに線 | 紀伊勝浦・新宮方面         |
| 2      | きのくに線 | 串本・紀伊田辺・和歌山方面 |

- 上表の路線名は旅客案内上の名称（愛称）で表記している。なお、1番のりばが駅舎側である。

## 利用状況
近年の1日平均乗車人員は以下の通り。
| 年度   | 1日平均 乗車人員 |
| ------ | ---------------- |
| 1998年 | 31               |
| 1999年 | 28               |
| 2000年 | 24               |
| 2001年 | 15               |
| 2002年 | 15               |
| 2003年 | 14               |
| 2004年 | 11               |
| 2005年 | 13               |
| 2006年 | 15               |
| 2007年 | 14               |
| 2008年 | 14               |
| 2009年 | 14               |
| 2010年 | 16               |
| 2011年 | 14               |
| 2012年 | 10               |
| 2013年 | 5                |
| 2014年 | 6                |
| 2015年 | 10               |
| 2016年 | 11               |
| 2017年 | 11               |
| 2018年 | 8                |
| 2019年 | 6                |
| 2020年 | 4                |
| 2021年 | 3                |
| 2022年 | 3                |

## 駅周辺
岸近くに立地し、前述のとおり駅の東側すぐのところに湯川海水浴場（湯川温泉海水浴場とも言う。ただし2020年から閉鎖中。）の砂浜が広がっている。駅から国道42号を北へ行くとおよそ800mほどで郷土の詩人佐藤春夫がその名をつけた景勝地ゆかし潟に至り、そのほとりに湯川温泉が湧出する。湯川温泉はおなじ那智勝浦町にある勝浦温泉とは打って変わって静かな雰囲気の温泉で、ゆかし潟に流れ込む川に沿って数軒の旅館やホテルが点在している。かつては列車による観光客も多く、準急→急行「南紀」、急行「きのくに」も停車していた。「きのくに」廃止後に特急「くろしお」が増発された際、一部の列車が停車することとなったが後に停車駅から外され、現在では普通列車のみの停車駅となっている。
- 湯川駅前簡易郵便局
- 夏山温泉
- 那智勝浦町営バス「湯川駅」停留所 - 太田線

## 隣の駅
西日本旅客鉄道（JR西日本）
 きのくに線（紀勢本線）
紀伊勝浦駅 - 湯川駅 - 太地駅